# Manuel Antônio de Almeida
Manuel Antônio de Almeida (Río de Janeiro, 17 de noviembre de 1831-Macaé, 28 de noviembre de 1861), fue un escritor brasileño. De infancia pobre, estudió Medicina pero nunca ejerció la profesión, ya que le interesaba mucho más el periodismo. En 1857 fue nombrado Director de Tipografía Nacional de Brasil. Murió ahogado trágicamente en el naufragio del navío Hermes, en 1861.
Escribió una obra de teatro, Dos amores, en 1861, pero su obra principal fue su única novela, Memorias de un sargento de milicias, publicada en 1852. En ella retrata a las clases media y baja, algo infrecuente para la época, donde los romances solían situarse en ambientes aristocráticos.